# Montay
Montay település Franciaországban, Nord megyében. Lakosainak száma 275 fő (2022. január 1.). Montay Forest-en-Cambrésis, Le Cateau-Cambrésis és Neuvilly községekkel határos.

## Népesség
A település népességének változása:
| Lakosok száma | 337  | 322  | 309  | 290  | 285  | 276  | 273  | 274  | 275  |
|               | 2013 | 2015 | 2016 | 2017 | 2018 | 2019 | 2020 | 2021 | 2022 |